# Saint-Maurice, Val-de-Marne
Saint-Maurice är en kommun i departementet Val-de-Marne i regionen Île-de-France i norra Frankrike. Kommunen ligger i kantonen Charenton-le-Pont som tillhör arrondissementet Créteil. År 2022 hade Saint-Maurice 14 411 invånare.

## Befolkningsutveckling
Antalet invånare i kommunen Saint-Maurice
| Referens: INSEE |